# Valdosende
Valdosende es una freguesia portuguesa del concelho de Terras de Bouro, con 10,96 km² de superficie y 699 habitantes (2001). Su densidad de población es de 63,8 hab/km².